# هلمینا فون شزی
هلمینا فون شزی (فرانسوی:Helmina von Chézy) (۲۶ ژانویهٔ ۱۷۸۳ – ۲۸ فوریهٔ ۱۸۵۶) روزنامه‌نگار، نویسنده، شاعر، منتقد ادبی، ویراستار، مترجم، چهره سرشناس، پرستار، و نمایشنامه‌نویس اهل پادشاهی پروس بود.
او به خاطر نوشتن لیبرتو برای اپرای Euryanth  (۱۸۲۳) کارل ماریا فون وبر   و نمایشنامه Rosamunde ، که فرانتس شوبرت برای موسیقی آنرا ساخت، شناخته شده است.

## زندگی‌نامه
هلمینا در برلین زاده شد. او که هنگام تولد ویلهلمین کریستیان فون کلنک (Wilhelmine Christiane von Klencke) نامیده شد، دختر افسر ارتش پروس کارل فردریش فون کلنک و همسرش، شاعره کارولین لوئیز فون کلنک (۱۷۵۴-۱۸۰۲)، بود. ازدواج والدینش در بدو تولد او به جدایی رسیده بود و هلمینا توسط مادربزرگش بزرگ شد. او نوشتن را از چهارده سالگی شروع کرد.
هلمینا نخستین بار در سال ۱۷۹۹ ازدواج کرد، سال بعد طلاق گرفت و پس از مرگ مادرش به پاریس نقل مکان کرد و در آنجا به عنوان خبرنگار برای چندین روزنامه آلمانی کار کرد. از سال ۱۸۰۳ تا ۱۸۰۷  او سردبیر مجله متفرقات فرانسوی (به آلمانی Französische Miszellen) بود که در مورد مسائل سیاسی فرانسه منتشر می‌شد و همین امر باعث بروز مشکلاتی برای هلمینا شد.
در پاریس، او با همسر فردریش شلگل ، دوروتیا ، دوست شد که او را به شرق‌شناس فرانسوی آنتوان‌لئونارد دو شزی معرفی کرد. در سال ۱۸۰۵ آنها ازدواج کردند و هلمینا متعاقباً دو پسر به دنیا آورد:ویلهلم تئودور فون چزی (۱۸۰۶-۱۸۶۵) که نویسنده و ماکس فون چزی (۱۸۰۸-۱۸۴۶) که نقاش شد. در سال ۱۸۱۰، او به همراه آدلبر فون چامیسو ، چندین سخنرانی فریدریش شلگل را از فرانسوی به آلمانی ترجمه کرد. آنها رابطه عاشقانه کوتاه داشتند که به دنبال آن رابطه عاشقانه دیگری برای هلمینا با خاورشناس اتریشی جوزف فون هامر-پورگستال صورت گرفت. احتمالا پورگشتال، پدر فرزند سوم هلمینا بوده که اندکی پس از تولد در سال ۱۸۱۱ درگذشت.
از آنجایی که ازدواج دوم او نیز ازدواج ناخوشایندی بود، هلمینا سرانجام در سال ۱۸۱۰از همسرش جدا شد اما هرگز طلاق نگرفتند. او به آلمان بازگشت و در آنجا به طور متناوب در هایدلبرگ ، فرانکفورت ، آشافنبورگ و آمورباخ زندگی کرد. در سال ۱۸۱۲ در دارمشتات ساکن شد. هلمینا به عنوان یک پرستار بیمارستان نظامی در کلن و نامور شاهد مبارزات آلمان در جنگ های ناپلئون بود. پس از انتقاد آشکار از شرایط اسفبار، به تشویش اذهان عمومی و افترا متهم شد، اما توسط دادگاه Kammergericht برلین به ریاست قاضی ETA Hoffmann تبرئه شد.
از سال ۱۸۱۷، او در درسدن زندگی می‌کرد و در آنجا لیبرتوی اپرای کارل ماریا فون وبر Euryanthe را نوشت. وبر از نوشتن او قدردانی می کرد اما از جاه طلبی بی‌بند و بار او خوشش نمی آمد و از او به عنوان یک "شاعره غیرقابل تحمل" یاد می کرد. برای تعدادی از شعرهای رمانتیک موسیقی ساخته شد و فرانتس شوبرت موسیقی نمایشی که نویسنده‌اش هلمینا بود را ساخت.
هلمینا که از سال ۱۸۲۳ ساکن وین شده بود، دوباره وارد سیاست شد و توجه عمومی را به شرایط غیرانسانی کار در کارخانه‌های نمک در منطقه سالزکامرگوت اتریش جلب کرد. او با بتهوون که یکی از قهرمانان او بود، ملاقات کرد که به دوستی آن دو منجر شد و در مراسم تشییع جنازه او در سال ۱۸۲۷ شرکت کرد.
در سال ۱۸۲۸-۱۸۲۹، پسرش مکس برای زندگی با پدرش به پاریس رفت.  مرگ شوهرش در سال ۱۸۳۲ و از دست دادن نفقه سالانه‌اش، ضربه سختی بود. در حالی که مکس برای زندگی با مادرش به مونیخ بازگشت، پسر بزرگش ویلهلم در نهایت با هلمینا درگیر شد. پس از مرگ مکس در سال ۱۸۴۶، او تنها و در ناامیدی باقی ماند. با این وجود، در جریان انقلاب مارس ۱۸۴۸، او با شاعر تبعیدی گئورگ هرویگ در استراسبورگ ملاقات کرد و او را تشویق کرد تا برای دموکراسی با خشونت پرهیزی و با چشم پوشی از اقدامات رادیکال مبارزه کند.
او در تلاش ناموفق برای یافتن شغل دیگری به عنوان روزنامه‌نگار به منظور کسب معاش، سرانجام به ژنو بازنشسته شد، جایی که از یک بنیاد خیریه هنرمندان حقوق بازنشستگی متوسطی دریافت کرد. او که دیگر تقریباً نابینا بود و به مراقبت توسط خواهرزاده‌اش برتا بورنگربر وابسته بود، خاطراتش را به ویرایش کارل آگوست وارناگن فون انسه مکتوب کرد.  هلمینا فون شزی در سن ۷۳ سالگی در ژنو درگذشت.

## آثار
آثار منتشر شده هلمینا فون چزی که توسط دایره المعارف نویسندگان زنان قاره ای نقل شده است.  گزیده ای از آثار او در ادامه می آید.
- Geschichte der schönen und tugendsamen Euryanth, 1804.
- Leben und Kunst in Paris, 2 volumes, 1805-1807.
- Gedichte der Enkelin der Karschin, 2 volumes, 1812.
- Blumen in die Lorbeeren von Deutschlands Rettern gewunden, 1813.
- Die Silberlocke im Briefe, play 1815.
- Gemälte von Heidelberg, 1816.
- Taschenbuch für Reisende und Einheimische in Heidelberg, 1816.
- Emma, eine Geschichte, 1817.
- Neue auserlesene Schriften der Enkenlin der Karschin, 1817.
- Blumen der Liebe, 1818.
- Erzählungen und Novellen, 2 volumes, 1822.
- Euryanthe von Savoyen, 1823.
- Studenblumen, 3 volumes, 1824.
- Der Wunderquell. Eine dramatische Kleinigkeit, 1824.
- Jugendgeschichte, Leben und Ansichten eines papiernen Kragens, 1829.
- Herzenstöne aud Pilgerwegen, 1833.
- Norika. Neues und ausführliches Handbuch für Alpenwanderer und Reisende durch das Hochland und Österreich, 1833.
- Unvergessenes, 2 volumes, 1858.